# Wieke Kaptein
Wieke Kaptein, née le 29 août 2005 à Hengelo, est une footballeuse internationale néerlandaise, qui joue au poste de milieu de terrain au Chelsea FC.

## Biographie

### En club
Wieke Kaptein commence le football au Achilles '12, le club de sa ville natale, Hengelo. À l'âge de quinze ans, elle rejoint les équipes de jeunes du FC Twente. En mars 2021, elle signe un contrat de deux saisons avec le FC Twente.
Wieke Kaptein fait ses débuts en équipe première au cours de la saison 2021-2022. Après sa première saison, Kaptein et ses coéquipières sont sacrées championnes des Pays-Bas. En 2022, Kaptein est sacrée talent de l'année du championnat des Pays-Bas. En 2023, Kaptein marque un but au cours des finales victorieuses de Coupe et de Supercoupe des Pays-Bas.
Le 4 septembre 2023, le Chelsea FC annonce le recrutement de Wieke Kaptein pour quatre saisons, mais en restant en prêt au FC Twente pour la saison 2023-2024.
Wieke Kaptein fait ses débuts sous les couleurs de Chelsea le 27 septembre 2024 contre Crystal Palace, et dispute sa première rencontre de phase de groupes de Ligue des champions le 8 octobre 2024 contre le Real Madrid. Elle marque son premier but pour les Blues le 3 novembre 2024 face à Everton.

### En sélection
Wieke Kaptein honore sa première sélection en équipe des Pays-Bas le 11 avril 2023 face à la Pologne en match amical, en remplaçant Lieke Martens à la 82e minute de la rencontre remportée quatre buts à un.
Elle est ensuite sélectionnée par Andries Jonker pour participer à la Coupe du monde 2023, devenant par la même occasion la plus jeune footballeuse néerlandais à disputer cette compétition. Elle ne dispute qu'une seule rencontre en phase de poules lors de la large victoire sept à zéro contre le Viêt Nam, en remplaçant Daniëlle van de Donk à la mi-temps alors que le score est déjà de cinq à zéro.
Le 29 novembre 2024, Kaptein inscrit son premier but en sélection face à la Chine en match amical.

## Palmarès
- FC Twente
  - Vainqueuse du Championnat des Pays-Bas en 2022 et 2024
  - Vainqueuse de la Coupe des Pays-Bas en 2023
  - Vainqueuse de la Coupe Eredivisie en 2022, 2023 et 2024
  - Vainqueuse de la Supercoupe des Pays-Bas en 2023 et 2024

- Chelsea Ladies
  - Championne d'Angleterre en 2025
  - Vainqueuse de la coupe d'Angleterre en 2025